# Stazzema
Stazzema – miejscowość i gmina we Włoszech, w regionie Toskania, w prowincji Lukka.
Według danych na rok 2004 gminę zamieszkiwały 3363 osoby, 42 os./km².